# Осадчий Семен Кузьмович
Семен Кузьмович Осадчий (нар. 1914 — пом. 13 листопада 1936) — радянський офіцер-танкіст, Герой Радянського Союзу (1936, посмертно). Учасник Громадянської війни в Іспанії 1936—1939. Першим у світі здійснив танковий таран.

## Життєпис
Народився в 1904 році у Молдові у родині робітника. Українець. Жив в селі Слов'яносербці (зараз Великомихайлівський район Одеської області України). Закінчив початкову школу і залізнично-дорожне училище. Працював слюсарем.
У РСЧА з 1926 року. Закінчив бронетанкову школу. Учасник громадянської війни в Іспанії. Командир танкового взводу лейтенант Семен Осадчий знищив і подавив 3 листопада 1936 року дві артилерійські батареї, 6 кулеметних точок. У цьому бою важко поранений і помер 13 листопада 1936 року. Звання Героя Радянського Союзу присвоєно 31 грудня 1936 року посмертно.

## Вшанування пам'яті
Його іменем була названа школа в селі Слов'яносербці.